# Kurt Hedden
Kurt Hedden (* 8. März 1927 in Schmalenfleth; † 24. Juli 2010) war ein deutscher Wissenschaftler. Seine Spezialgebiete waren die Reaktionstechnik und ihre Anwendungen, insbesondere auf dem Gebiet der Brennstofftechnik und der Verbrennungslehre.

## Leben und Wirken
Kurt Hedden studierte Physik. Er promovierte in Göttingen und habilitierte in Münster. Kurt Hedden arbeitete zuerst in der freien Wirtschaft: ab 1964 war er für die Pintsch Bamag AG tätig, wurde dann Geschäftsführer der Bamag Verfahrenstechnik, bevor er 1966 zuerst an die TH Darmstadt kam. Ab 1972 war er ordentlicher Professor an der Universität Karlsruhe an der dortigen Fakultät für Chemieingenieurwesen und Verfahrenstechnik. Zwischen 1981 und 1983 war er Dekan der Fakultät. 1992 wurde er emeritiert.

## Auszeichnungen
- 1962: Arnold-Eucken-Preis
- 1991: DECHEMA-Medaille
- 1992: Carl-Engler-Medaille